# Теньгинское
Теньгинское (алт. кеньги — широкий, просторный)
— горное озеро, расположенное в центральной части Республики Алтай на территории Онгудайского района. Находится в 12 км от села Теньга рядом с селом Озёрное на склоне Семинского хребта. Длина озера — 1650 м, ширина — 1400 м, глубина — до 8 метров. Водоём занимает самый пониженный участок обширной горной впадины, носящей название Теньгинской степи.

## Физико-географическая характеристика
Котловина озера имеет тектоническое происхождение. На дне долины распространена степная растительность, северо-западный и северо-восточный берег сильно заболочены. На склонах окружающих хребтов встречается лиственница, а также заросли кустарников: караганы, барбариса, жимолости, спиреи (таволги). Зима здесь благодаря фёнам относительно тёплая, со средней температурой января −16 градусов. Лето же прохладное, средняя температура июля около 13 градусов. Годовая сумма осадков составляет 300 мм.
Из озера вытекает небольшая река Теньга, а питание осуществляется главным образом за счёт небольших притоков — горных речек Верхний Барбок, Ижогаш, Верхняя Кекса, а также за счёт атмосферных осадков и подземных вод.
В озере водится такие виды рыб как линь, окунь, пелядь, карась и хариус. Также на водоёме гнездятся утки и другие водоплавающие птицы. Их видовое разнообразие особенно велико в период весенних миграций. Пятнадцать видов птиц, обитающих или посещающих окрестности озера, внесены в Красную книгу Республики Алтай.

## Туризм
В 1978 году Теньгинское озеро было признано памятником природы Горно-Алтайской автономной области. Рядом с озером обнаружены наскальные изображения, выполненные древним человеком.
Окрестности озера используются местными жителями, преимущественно в качестве пастбищ. Кроме того, здесь развиты туризм, рыбалка.